# Лудовин Трап фон Мач
Лудовин Трап фон Мач (на немски: Ludovin Trapp Graf von Matsch; * 1676; † 6 април 1738, Триент) е граф от фамилията „Трап фон Мач“ в Южен Тирол.

## Произход и титла
Фамилията Трап е стар род от Щирия, споменат за пръв път през 1250 г. От ок. 1450 г. фрайхерен фон Трап живеят в Тирол. През 1487 г. Гауденц фон Мач († 1504) загубва имотите си и повечето от тях отиват чрез наследство на фамилията Трап.
През 1655 г. фамилията Трап получава австрийската титла граф с предикат „фон Мач“. Резиденцията е „палат Трап“ в Инсбрук.
- Палат Трап в Инсбрук

## Фамилия
Лудовин Трап фон Мач се жени на 20 юни 1709 г. за наследствената трушеса Изабела Клара фон Валдбург-Волфег-Валдзее (* 24 юли 1692, Валдзее; † 11 октомври 1776, Хал ин Тирол), дъщеря на фрайхер Йохан фон Валдбург-Волфег-Валдзее (1661 – 1724) и графиня Мария Анна Фугер фон Кирххайм-Вайсенхорн (1659 – 1725), дъщеря на граф Себастиан Фугер фон Кирхберг-Вайсенхорн (1620 – 1677) и Мария Клаудия Хундбис фон Валтрамс († 1702). Те имат една дъщеря:
- Мария Тереза Шарлота Трап фон Пизайн (* 24 март 1710, Инсбрук; † 1786), омъжена на 12 януари 1740 г. в Прага заграф Франц Йозеф фон Пахта, фрайхер фон Райхофен (* 12 август 1710, Прага; † 28 ноември 1799, Прага)